# Upplands runinskrifter 163

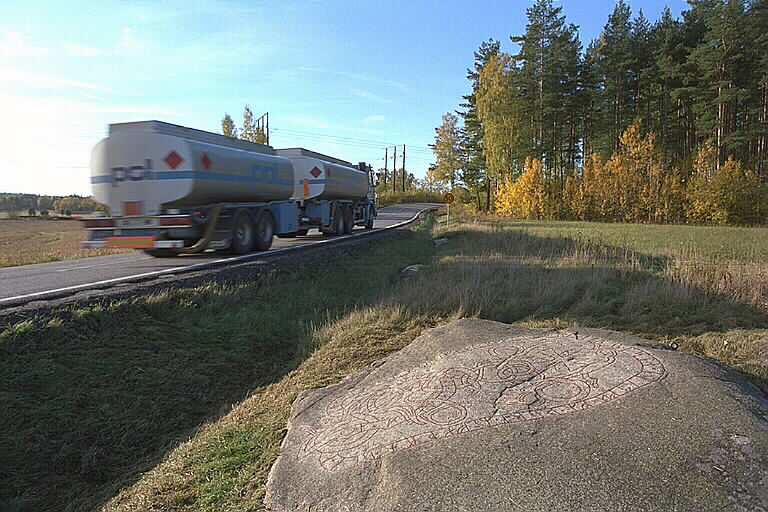
U 163 ligger alldeles intill Frestavägen.

Upplands runinskrifter 163 är en vikingatida runristning i en berghäll i Såsta, Täby socken och Täby kommun. Runristningen är 2,55 gånger gånger 1,35 meter. Runhöjden är 10 centimeter. Ristningen är mycket oskickligt utförd.

## Inskriften
Translitterering av runraden:
k͡lamal as͡auk͡a n͡sa͡u͡kain͡fa auk + farulfr + litu + rista × ili tfs͡l'fʀ + þuri + ʀ͡ufa͡kþ͡au͡mr͡a s͡lin × auk × kamal × iftiʀ × fusra sin f-str × iaʀk
Normalisering till runsvenska:
Gamall ok Svæinn ok Farulfʀ letu rista hælli æftiʀ Þori, faður sinn, ok Gamall æftiʀ fostra sinn. ...f[a]str hiogg.
Översättning till nusvenska:
Gammal och Sven och Farulv läto rista hällen efter Tore, sin fader, och Gammal efter sin fosterfader, -fast högg.
Inskriftens mening är otydlig, men Sven och Farulv torde varit söner till den döde Tore, till vars minne hällen är ristad, och Gammal har varit hans fosterson. "Gammal" var ett ovanligt namn och därför är det möjligt att det är samma person som nämns i inskriften på U 144. I så fall har Gammal, tillsammans med sina bröder och sin mor, låtit rista U 144 till minne av sin fader och denna häll, U 163, tillsammans med sina fosterbröder, till minne av sin fosterfar.